# Sphyracephala brevicornis
Sphyracephala brevicornis is een vliegensoort uit de familie van de Diopsidae. De wetenschappelijke naam van de soort is voor het eerst geldig gepubliceerd in 1817 door Say.